# 関口英司
関口 英司（せきぐち えいじ、1970年10月25日 - ）は、日本の男性声優。マウスプロモーション所属。劇団娯楽天国劇団員。神奈川県秦野市出身。

## 経歴
子供の頃の夢は怪獣博士であった。
小学校時代から音楽教室に習いに行っていたという。当時は親が習い事をさせたかったため、先に妹がエレクトーンを習いに行き、その講師がエレクトーン以外のことも教えていたため「じゃあ、お前も行ってみたらどうだ」といった感じで行っていた。当初はアルトリコーダーを習っていたが、発声など講師がピアノで弾いていた音を聴いて聴いた音がどうなのかというのを五線譜に書いていくといったことをしていた。
中学時代は当初は合唱部に入部したかったが、その時は9割女子で、男がいたかどうも少しよく分からないくらいで「女の子ばっかしのとこ行くの恥ずかしいじゃない」と思い、断念。その頃も前述の教室に通っていた。その時に「じゃあ、全然違う何がいいかな」と思い、友人が「卓球部に入る?」と言われ、「じゃあ、俺も」となり卓球部に所属していた。その時は全くやる気がなく、普通の日常でも部活動はしていたが、やりたくなかったことから日曜日の練習試合には行かなかった。
高校時代は合唱部に所属していた。関口が通っていた高校は進学する数年前までは部活動がない学校であった。関口が高校に進学する3年前くらいから部活動を始めており、高校時代の合唱部は人が少なかった。関口が高校に進学した時は3年生が4人いただけで、2年生がおらず、関口を含めて1年生が3人で、合計7人ぐらいであった。その後3年生が色々あって退部し、1年生が3人だけという合唱部になった。最初に一回大会に出場した時は3年生を含め7人くらいおり、なんとなく勝ちになった。しかし翌年の高校2年生の時に1年生が2人入部したが、すぐに退部。その時に3人だけで合唱コンクールに出場した。
俳優になったきっかけは「仕事をしたくなかったから」。「芝居をやってなかったら実家を継いでいたかもしれない」と語り、就職という選択肢が関口の中にあまりなかった。まずサラリーマンという選択肢がなく、父は職人で周囲も職人が多く、その時にサラリーマンの知っている人物があまりおらず、「サラリーマンって何をする人なんだろう?」「分かんないなあ」「分かんないのはやりたくないなぁ」と思っていた。高校卒業後、「じゃぁ職人になるのか」と思った時に、「なーんかそれもちょっと嫌だなあ」と考え、東京アナウンス学院に入学。勉強が嫌いだったことから大学に行くという選択肢も最初からなかった。その時に演劇的なものには全く興味がなかったわけではなかったが、発声なども色々しており、声はそこそこ出るため、「だったらじゃあ声優っていうのはどうだろうか」という考えた。本気で学ぶつもりはあまり無かったが、入学して2年でしていくうちに「これは面白いなあ」と思った。声優の勉強もしていたが、声優科以外にも演技科や映像科など色々なものがあり、そういう人物たちが交流することもあり、在学中にも2回ぐらい舞台を経験。学校主催のミュージカルや学院内オーディションのようなものもあり、それで「ちょっと受けてみよう」と思い、受けたところ合格。その時に1年生にしてはそこそこいい役を貰い「舞台の方も面白い」と感じたという。
その後、江崎プロダクション附属養成所を経て、1993年から江崎プロダクション（現：マウスプロモーション）に所属。

## 人物
声優としては、テレビアニメ、外画吹き替えを中心に活躍。
青年の低めのいい声をしている。
特技は歌。

## 出演
太字はメインキャラクター。

### テレビアニメ
1993年
- コボちゃん（青年）

1994年
- おまかせスクラッパーズ（フォトポット）
- 幽☆遊☆白書（チンピラ、スナイパー / 刃霧要、沢村〈2代目〉）

1995年
- 怪盗セイント・テール（男子生徒B、男子B）
- ストリートファイターII V（ホイ、男、ゲリラB、シャドルー構成員、クルーA 他）
- 忍空（剣二）
- バーチャファイター（部下、黒道着A、忍者、客A）
- 爆れつハンター（用心棒A、黒服、執事）

1996年
- 赤ちゃんと僕（ボーイ）
- セイバーマリオネットJ（コンピュータ）
- YAT安心!宇宙旅行（作業員）

1997年
- 剣風伝奇ベルセルク（1997年 - 1998年、男B、隊員2、隊員A、タカの団兵3、団員1、団員3、団員4 他）
- VIRUS -VIRUS BUSTER SERGE-（ポリスA、警察無線、男、バリスティック、EXVG）
- HARELUYA II BØY（子分壱、キラー壱、警官、キャプテン 他）
- 魔法のステージ ファンシーララ（真実子の部下、カメラマン）

1999年
- 地球防衛企業ダイ・ガード（パイロット）

2000年
- タイムボカン2000 怪盗きらめきマン（シャトー、ウッス団長、シャトーに似た男、警官A）

2002年
- 攻殻機動隊 STAND ALONE COMPLEX（刑事、整備員、秘書官）
- パタパタ飛行船の冒険（ジャバ、ミラー）

2004年
- 攻殻機動隊 S.A.C. 2nd GIG（鑑識）

2005年
- ガンパレード・オーケストラ（黒野）

2006年
- 攻殻機動隊 STAND ALONE COMPLEX Solid State Society（赤服）

2007年
- 東京魔人學園剣風帖 龖（如月翡翠）- 2シリーズ

2009年
- FAIRY TAIL（2009年 - 2024年、ビジター・エコー、ドロイ、レイユール、タウロス、ソル、レイジ、ワカバ・ミネ、リーダス）- 4シリーズ

2015年
- うしおととら（チェンポン）

2016年
- コンクリート・レボルティオ〜超人幻想〜THE LAST SONG（ジョナサン・マレル）
- マクロスΔ（ラウリ・マラン）
- ヘボット!（ダガシープ）

2018年
- 銀河英雄伝説 Die Neue These 邂逅（ワイツ）
- 僕のヒーローアカデミア（2018年 - 2023年、警視庁長官、公安委員会前会長） - 2シリーズ

### 劇場アニメ
1997年
- 幕末のスパシーボ（ワシリエフ）

2002年
- WXIII 機動警察パトレイバー
- しましまとらのしまじろう（オオクワガタ）
- XEVIOUS（オペレーター）

### OVA
1994年
- 天使なんかじゃない（男子A）

1995年
- 腐った教師の方程式
- らんま1/2 SUPER ああ呪いの破恋洞! 我が愛は永遠に

1996年
- エンジェル伝説
- KEY THE METAL IDOL
- 銀河英雄伝説
- それゆけ!宇宙戦艦ヤマモト・ヨーコ（インタビュアー）
- 竜機伝承（兵士B、帝国兵C）
- らんま1/2 SUPER 二人のあかね「乱馬、私を見て!」

1997年
- サクラ大戦 桜華絢爛（若い衆）
- 電脳戦隊ヴギィ'ズ★エンジェル（乗員B）
- ヴァリアブル・ジオ（総理秘書、研究員A）

2011年
- FAIRY TAIL 〜妖精学園 ヤンキー君とヤンキーちゃん〜（ソル）

### Webアニメ
- マウスどうぶつえん（2017年 - 、シェパードのえいじ / マウスプロレッド）
- マウスどうぶつえん名作劇場（2020年、シェパードのえいじ）

### ゲーム
1994年
- 幽☆遊☆白書 特別篇（刃霧要）
- 幽☆遊☆白書 3DO（刃霧要）

1997年
- 羅媚斗

1998年
- サクラ大戦2 〜君、死にたもうことなかれ〜（群集）
- 東京魔人學園剣風帖（雨紋雷人、如月翡翠、黒崎隼人）

1999年
- ストリートファイターIII 3rd STRIKE -Fight for the Future-（レミー）

2002年
- 侍（知床総一郎）
- 東京魔人學園外法帖（九桐尚雲、十郎太、奈涸）
- ブラッディロア エクストリーム（ファング）

2004年
- 九龍妖魔學園紀（墨木砲介、JADE）
- 東京魔人學園外法帖血風録（九桐尚雲、十郎太、奈涸）

2010年
- 東京鬼祓師 鴉乃杜學園奇譚
- FAIRY TAIL PORTABLE GUILD（ドロイ、ソル、ビアマスク、タウロス）

2011年
- FAIRY TAIL PORTABLE GUILD2（ドロイ、タウロス）

2012年
- FAIRY TAIL ゼレフ覚醒（ドロイ）

2014年
- 魔都紅色幽撃隊（小菅春吉）

2023年
- OCTOPATH TRAVELER II

### ドラマCD
- 東京魔人學園伝奇シリーズ
  - ドラマCD「東京魔人學園剣風帖 外伝 妖都鎮魂歌」第弐巻（如月翡翠）
  - ドラマCD「東京魔人學園 黄龍祭」（如月翡翠、黒崎隼人、雨紋雷人）
  - ドラマCD「東京魔人學園外法帖 妖鬼譚」第弐巻（九桐尚雲）
- ドラマCD 九龍妖魔學園紀 Vol.1（墨木砲介）
- ドラマCD 八雲立つ 音盤物語（不良）
- MAUSU THEATER

### BLCD
- WEST END（客C）
- うたうたいの恋～Lover Song～ 1 - 4（倉木マサユキ）
- 王子様☆ゲーム（迅）
- 皇林学院シリーズ 1 - 2（江田）
- 平八郎天下御免（応援団副団長）

### 吹き替え

#### 映画
- アイルランド・ライジング
- 生きてこそ（アルベルト・アーツナュ〈ジェイク・カーペンター〉）※ビデオ版
- 危険な天使たち
- ジョーズ・アパートメント
- ジングル・オール・ザ・ウェイ ※ソフト版
- ストリートファイター ※テレビ朝日版
- スノーホワイト
- SET IT OFF
- ツイン・タウン（ジュリアン〈リル・エヴァンス〉）
- 天才マックスの世界
- ネイビー・フォース/テロリスト壊滅作戦
- プレッシャー/壊れた男
- マネー・トレイン ※テレビ朝日版
- ミュータント・タートルズ ※フジテレビ版
- ロング・キス・グッドナイト ※ソフト版

#### ドラマ
- 恐竜家族

#### アニメ
- 長くつ下のピッピ（船員）
- レ・ミゼラブル（ロラン・ド・クールフェイラック）

### シリーズ一覧
1. ↑  第1期（2007年）、第2期『第弐幕』（2007年）
2. ↑  第1期（2009年 - 2013年）、第2期（2014年 - 2015年）、第3期（2018年 - 2019年）、続編『100年クエスト』（2024年）
3. ↑  第3期（2018年）、第6期（2023年）